# جمعية الجليل
جمعية الجليل- الجمعية القطرية العربية للبحوث والخدمات الصحية هي جمعية غير حزبية، وغير حكومية تسعى لتطوير وتنمية المجتمع العربي في إسرائيل في المجالات الصحية والبيئية والعلمية والتنموية.
تأسست الجمعية عام 1981 بمبادرة أطباء وأخصائيي صحة على رأسهم د.حاتم كناعنة، وهي من أول الجمعيات العربية الأهلية في إسرائيل. عام 1995 أقامت الجمعية مركز الأبحاث والتطوير في مدينة شفاعمرو، والذي يهتم بتطوير المشاريع العلمية التطبيقية، كما وينظم فعاليات تربوية في مجالات البيئة، التكنولوجيا الحيوية والتداوي بالأعشاب.